# Las siamesas
Las siamesas è  un film argentino del 2020 scritto, prodotto e diretto da Paula Hernández, basato sull'omonimo racconto di Guillermo Saccomanno.

## Trama
Clota e Stella, madre e figlia che vivono da sole nella città di Junín, affrontano insieme un viaggio in autobus dirette verso una località della costa atlantica per vedere alcuni appartamenti che hanno ereditato dal defunto padre di Stella, con la quale hanno interrotto ogni rapporto da anni. Stella vede quest'eredità come la possibilità di ripartire altrove e allontanarsi dall'opprimente controllo materno, ma Clota la convince ad accompagnarla per tenerla legata a sé.
La relazione simbiotica e al tempo stesso estremamente tossica delle due donne le accompagnerà durante il tragitto.

## Produzione
Il film fu presentato in anteprima mondiale al Festival internazionale del cinema di Mar del Plata del 2020, che si svolse online, e successivamente in anteprima internazionale al Miami Film Festival. Partecipò inoltre alla selezione ufficiale in concorso per la Semana Internacional de Cine de Valladolid del 2021.
Venne scelto per rappresentare l'Argentina in occasione dei Premi Goya 2022, nella categoria miglior film straniero in lingua spagnola.
Si tratta della seconda collaborazione tra la regista Paula Hernández e l'attrice Rita Cortese, che era stata la protagonista del film Herencia quasi vent'anni prima; fu anche la terza volta che Valeria Lois recitò in un film di Paula Hernández, con cui aveva lavorato in Un amor e Los sonámbulos. La regista affermò di aver voluto riunire le due attrici in una pellicola che le rendesse protagoniste assolute.
La pellicola venne realizzata in appena quindici giorni, con pochissime attrezzature e, come ricordò la regista, "quasi come se fosse un cortometraggio".

## Accoglienza
Patricia Lacerda su The Rio Times la definì "una piccola favola su una madre e sua figlia, con molta cura per la sceneggiatura, la fotografia e la musica".
Dalle pagine de La Nación, Diego Batlle descrisse il film affermando che: "si basa quasi esclusivamente sul lavoro intenso ma allo stesso tempo sottile (pieno di sfumature) di Lois e Cortese e sulla capacità di osservazione e dettaglio di un'affascinata Paula Hernández per svelare i codici, le contraddizioni e le miserie delle relazioni tra donne".
La critica Ana Clara Coradazzi apprezzò la scelta del titolo, sostenendo: "I gemelli siamesi, biologicamente parlando, sono uniti da una parte del loro corpo, ma cercando di separarli solo uno può sopravvivere. Il titolo scelto non è stato casuale. Dopo aver trascorso quarant'anni insieme, si sapeva che avrebbero finito per confondersi nelle apparenze, ma che sarebbero anche stati dipendenti l'una dall'altra. Se prendessero strade diverse, alcuni non sopporterebbero quella decisione, quindi preferiscono non dire quello che provano e pentirsene, piuttosto che affrontare la realtà"; elogiò inoltre la fotografia e l'utilizzo dei primi piani, definendolo "scomodo, soffocante, ma molto reale".
Su Página/12, Diego Brodersen assegnò alla pellicola un voto pari a 7 e descrisse così l'opera: "Con pochi spazi per sviluppare il dramma – la casa di Junín, il terminal degli autobus, l'autobus, una fermata sulla strada – la sceneggiatura della stessa Hernández e di Leonel D'Agostino lavora intorno all'uso delle parole e dei silenzi, degli sguardi e dei gesti come una calma ingannevole che precede la tempesta dei dialoghi. La macchina da presa e il montaggio, nel frattempo, elaborano inquadrature con lievi squilibri e lavorano sull'idea di simmetria, sia nei fotogrammi generali che attraverso l'inquadratura-controcampo. Le due donne sono un'unica immagine davanti allo specchio, un fantasma che non vuole vedere se stesso. Ma anche le due metà di un'entità che lotta, senza successo, per dividersi".
Juan Pablo Russo valutò il film assegnando un punteggio di 8 e scrisse: "Se la tensione è il motore di una trama che cresce costantemente fino a raggiungere limiti inimmaginabili, il duello attoriale tra Cortese e Lois è il carburante di un film la cui maggior parte si svolge all'interno di un autobus a lunga percorrenza, semivuoto, e con il solo intervento di uno degli autisti interpretato dal tucumán Sergio Prina, che funziona come contrappunto tra due personaggi travolgenti".
Vera Czemerinski elogiò la performance attoriale delle due protagoniste: "Valeria Lois agisce al servizio del racconto, riuscendo a brillare non per esuberanza ma per contrasto, senza stridore, merito delicatissimo e molto difficile da raggiungere; il suo lavoro è tanto potente quanto sottile, felice combinazione. E sebbene Clota sia una madre terribile e accaparratrice – tratti riconoscibili nel registro abituale dell'attrice – Cortese tiene ammorbidita l'espressione e lo sguardo perduto, e la lascia vedere come una donna fuori posto, fuori controllo; inguainata nella sua parrucca bionda, è la madre perfetta di una figlia del genere".
Leonardo D’Espósito, sulla rivista Noticias, affermò: "In breve, questa storia di una madre e una figlia in una relazione simbiotica a cui il destino impone la possibilità di stabilire una separazione necessaria, si basa su tre virtù: le opere di Valeria Lois e Rita Cortese e la regia di Hernández, che approfondisce il rapporto dei personaggi con inquadrature a volte claustrofobiche, tanto protettive quanto temibili, senza trascurare l'umorismo. Molto interessante è l'esplorazione del rapporto madre-figlia dai piani in cui ognuna è sola. All'inizio sembra contraddittorio, ma si adatta alla tensione del film".
Su Otros Cines, Ezequiel Boetti assegnò al film tre stelle e mezza, definendolo "un film di viaggi e chiusure, un dramma filiale attraversato dal lutto con alcuni passi fugaci di commedia romantica"
Su La Capital, il critico Pedro Squillaci sostenne: "Dall'impronta di queste attrici e grazie a un sottile lavoro di ripresa, la regista ha cucito insieme un film tanto piccolo quanto gigante. Perché tutta la storia, tratta dall'omonimo racconto di Guillermo Saccomano, passa attraverso quel legame di madre e figlia, che gronda tensione in continuazione. Ma ciò che tinge di plausibilità questa storia è che in questa rivalità, e in questo scontro permanente, c'è anche molto amore".

## Riconoscimenti
- 2022 - Premio Goya
  - Candidatura al miglior film straniero in lingua spagnola

- 2020 - Premio Sur
  - Miglior film
  - Miglior regista a Paula Hernández
  - Miglior sceneggiatura adattata a Paula Hernández e Leonel D'Agostino
  - Migliore attrice protagonista a Valeria Lois
  - Miglior fotografia a Iván Gierasinchuk
  - Miglior montaggio a Rosario Suárez
  - Miglior direzione artistica a Julieta Dolinsky
  - Migliori costumi a Laura Donari e Mónica Toschi
  - Miglior trucco a Néstor Burgos
  - Candidatura alla migliore attrice protagonista a Rita Cortese
  - Candidatura al miglior attore rivelazione a Sergio Prina

- 2020 - Festival internazionale del cinema di Mar del Plata
  - Flow Award a Paula Hernández

- 2021 - Semana Internacional de Cine de Valladolid
  - Candidatura all'Espiga de oro per il miglior film

- 2021 - Miami Latin Film Festival
  - Candidatura al WarnerMedia Ibero-American Feature Film Award

- 2021 - Platino Awards
  - Candidatura alla miglior attrice a Valeria Lois

- 2021 - Condor d'argento
  - Miglior regista a Paula Hernández
  - Migliore attrice protagonista a Valeria Lois
  - Candidatura alla migliore attrice protagonista a Rita Cortese
  - Candidatura al miglior trucco e parrucco a Néstor Burgos